# Germaine de Aranda Constantin
Germaine de Aranda Constantin est une violoniste, une pianiste, une chanteuse et une professeur de musique.

## Biographie
Elle est la fille de Fernando Aranda Neaudot-Bertrix (dit Aranda Pacha). Elle a vécu sa jeunesse avec sa famille à Istanbul, où son père, un haut dignitaire de la cour impériale de Turquie, avec le titre de pacha. Il était directeur de l'orchestre impérial du sultan et des musiques militaires de l'armée ottomane. Il est arrivé à Barcelone en 1909, et y a vécu pour toujours. Son demi-frère était l'architecte Fernando de Aranda González.
Elle a suivi une formation de violoniste auprès de son père et également auprès du Maestro Albert Géloso. En juin 1910, en tant que violoniste, aux côtés de son père, elle donne deux concerts de musique de chambre dans le salon de la Reina Regent du Palau des Beaux-Arts de Barcelone et le magazine « Feminal » en fait sa couverture. Au cours des années suivantes, elle s'est produite dans les salles de l'« Académie Granados », au Palau de la Música, accompagnant les adieux de la chanteuse Marya Freund, avec l'Orchestre de l'Associació d'Amics de la Música, dirigé par Francesc Pujol ou dans la Sala Mozart, avec le pianiste Carlos José Gacituaga. Entre-temps, elle se consacre également à l'enseignement de la musique et du violon auprès des filles de la bourgeoisie barcelonaise, soit dans des cours particuliers, soit dans une académie, comme celle de Maria Lluïsa Ponsa. Au cours de ces années, la violoniste Rosa Garcia-Faria était son élève.
Le 30 juillet 1924, elle épouse le musicologue et critique musical Joaquim Pena à Sant Genís dels Agudells, avec Pablo Casals comme témoin. Le couple s'installe à Can Piteu, une ferme du quartier Horta-Guinardó et après 1936 chez Pablo Casals, déjà exilé. Plus tard, ils ont vécu sur la Plaça de Llevant, qui s'appellera plus tard Plaça de Joaquim Pena. Germaine de Aranda se chargea de conserver l'héritage de son mari, confié à la Bibliothèque de Catalogne,.